# Fußballländerspiel Spanien – Deutschland 2020
Das Fußballländerspiel Spanien – Deutschland 2020, auch als Schande von Sevilla oder Schmach von Sevilla bezeichnet, fand am 17. November 2020 statt, und zwar wegen der COVID-19-Pandemie als „Geisterspiel“ ohne Zuschauer im Stadion. Es stand bis zuletzt auf der Kippe, weil man nach zwei positiv Getesteten beim letzten deutschen Gegner Ukraine auch in den Reihen der deutschen Mannschaft Infektionen befürchtete. Jedoch verliefen alle Tests negativ.
Nach der 0:6-Niederlage Deutschlands, der höchsten seit dem 0:6 gegen Österreich 1931, häuften sich die Forderungen nach einer Entlassung des Bundestrainers Joachim Löw. Auch an DFB-Direktor Oliver Bierhoff wurde verbreitet Kritik geübt.

## Ausgangslage
Das Fußballländerspiel fand im Rahmen der UEFA Nations League 2020/21 am letzten Gruppenspieltag statt. Gleichzeitig war dies das letzte Länderspiel der deutschen Mannschaft im Jahr 2020. Deutschland reichte, auf Platz 1 der Nations-League-Gruppe 4 in Liga A liegend, bereits ein Punkt zum sicheren Gruppensieg, der gleichzeitig den Einzug ins Halbfinale des Final-Four-Turniers bedeutet hätte. Die Ukraine, deren Spiel gegen die Schweiz, das gleichzeitig stattfinden sollte, aber wegen positiver COVID-19-Tests abgesagt wurde, konnte Deutschland auch bei einer deutschen Niederlage nicht mehr auf Platz 3 verdrängen, da sie beide Spiele gegen Deutschland verloren hatte und bei Punktgleichheit der direkte Vergleich zählt. Spanien hingegen benötigte für den Gruppensieg auf jeden Fall einen eigenen Sieg.

## Verlauf
Deutschland brachte im Verlauf der Partie nur zwei Schüsse auf das Tor von Unai Simón, davon ging der erste von Serge Gnabry – in der 77. Minute beim Stand von 5:0 – an die Latte. Spanien hingegen verbuchte 23 Torschüsse. Ebenso hatte Deutschland nur 30 % Ballbesitz. In der 7. Minute wurde zu Unrecht bei Gündoǧans Foul gegen Olmo nur auf Freistoß statt auf Strafstoß für Spanien entschieden – das Foul fand innerhalb des Strafraums statt.

## Aufstellungen
| Spanien                                                | Spanien | Deutschland | Deutschland |
| ------------------------------------------------------ | --- | --- | ----------- |
| Spanien                                                | \| 17. November 2020 um 20:45 Uhr in Sevilla (La Cartuja) \| \| Ergebnis: 6:0 (3:0) \| \| Zuschauer: Spiel unter Ausschluss der Öffentlichkeit \| \| Schiedsrichter: Andreas Ekberg ( Schweden) \|                                                      | \| 17. November 2020 um 20:45 Uhr in Sevilla (La Cartuja) \| \| Ergebnis: 6:0 (3:0) \| \| Zuschauer: Spiel unter Ausschluss der Öffentlichkeit \| \| Schiedsrichter: Andreas Ekberg ( Schweden) \|                                                                        | Deutschland |
| Spanien                                                | Unai Simón – Sergi Roberto, Sergio Ramos (43. Eric García), Pau, José Gayà – Rodri, Koke, Sergio Canales (12. Fabián), Ferran Torres (73. Mikel Oyarzabal), Dani Olmo (73. Marco Asensio) – Álvaro Morata (73. Gerard Moreno) Cheftrainer: Luis Enrique | Manuel Neuer – Matthias Ginter, Niklas Süle (46. Jonathan Tah), Robin Koch, Philipp Max – Toni Kroos, Ilkay Gündogan, Leon Goretzka (61. Florian Neuhaus) – Leroy Sané (61. Luca Waldschmidt), Serge Gnabry, Timo Werner (78. Benjamin Henrichs) Cheftrainer: Joachim Löw | Deutschland |
| Spanien                                                | 1:0 Álvaro Morata (17.) 2:0 Ferran Torres (33.) 3:0 Rodri (38.) 4:0 Ferran Torres (55.) 5:0 Ferran Torres (71.) 6:0 Mikel Oyarzabal (89.) | | Deutschland |
| Spanien                                                | Manuel Neuer bestritt sein 96. Länderspiel und löste damit Sepp Maier als deutschen Rekordnationaltorhüter ab. | | Deutschland |
| 17. November 2020 um 20:45 Uhr in Sevilla (La Cartuja) | | |             |
| Ergebnis: 6:0 (3:0)                                    | | |             |
| Zuschauer: Spiel unter Ausschluss der Öffentlichkeit   | | |             |
| Schiedsrichter: Andreas Ekberg ( Schweden)             | | |             |